# Garronita-Ca
La garronita-Ca es un mineral de la familia de las zeolitas bastante raro, que se ha encontrado en algunas decenas de localidades en el mundo. Se encontró por primera vez en el Valle de Glenariff , Garron Plateau, Condado de Antrim, Irlanda del Norte (Reino Unido), y en algunas localidades de Islandia. El nombre procede de la localidad de Garron, en Irlanda del Norte, que consecuentemente se considera su localidad tipo. El nombre utilizado inicialmente fue el de garronita, sin subfijos, pero el descubrimiento en 2015 de una garronita con el sodio dominante en vez del calcio en la posición de cationes intercambiables hizo que fuera necesario utilizar subfijos, quedando como garronita-Ca, para distinguirla de la nueva especie, garronita-Na.

## Propiedades físicas y químicas
La garronita-(Ca) se encuentra generalmente como masas con estructura interna finamente fibrosa, de color blanco, que habitualmente muestran una estructura de crecimiento concéntrico, que hace que los nódulos presenten fractura concoidal. Es extraordinariamente rara en forma de cristales definidos. Cuando se encuentran, suelen mostrar las caras correspondientes a {101} y a {011}.

## Formación y yacimientos
La garronita-Ca se forma en condiciones hidrotermales a baja temperatura. Es una zeolita poco común, y muy rara en forma de cristales definidos. Como masas fibrosas, rellenando vacuolas en los basaltos, se ha encontrado en el condado de Antrim, en Irlanda del Norte (Reino Unido), y en la zona de Fásskrúdsfjörđur, (Islandia). Está asociada habitualmente a phillipsita, que se sitúa en la zona externa de los nódulos. Como cristales, asociados a calcita y a analcima, se ha encontrado en San Giorgio di Perlena, Fara Vicentino, Vicenza (Italia) y en el Barranc Salat, Calpe, Alicante (España).